# Elaphoidella leruthi
Elaphoidella leruthi is een eenoogkreeftjessoort uit de familie van de Canthocamptidae. De wetenschappelijke naam van de soort is voor het eerst geldig gepubliceerd in 1937 door Chappuis.